# ژنتک
ژنتک (به لاتین: Ziętek؛ تلفظ لهستانی: [ˈʑɛntɛk]) یک منطقهٔ مسکونی در لهستان است که در گمینا کروپسکی مون واقع شده‌است.